# U.S. National Indoor Tennis Championships 2013
Die U.S. National Indoor Tennis Championships 2013 sind der Name eines Tennisturniers der WTA Tour 2013 für Damen sowie eines Tennisturniers der ATP World Tour 2013 für Herren, welche zeitgleich vom 16. bis zum 24. Februar 2013 in Memphis stattfinden.

## Herrenturnier
→ Qualifikation: U.S. National Indoor Tennis Championships 2013/Herren/Qualifikation

## Damenturnier
→ Qualifikation: U.S. National Indoor Tennis Championships 2013/Damen/Qualifikation